# Lipa (waluta)
Lipa – moneta zdawkowa waluty chorwackiej – kuny (ISO 4217: HRK), równa 1/100 kuny.
Monety chorwackie na rewersie przedstawiają:
- kukurydzę – (1 lipa)
- winorośl właściwą – (2 lipa)
- dąb – (5 lipa)
- tytoń – (10 lipa)
- oliwkę europejską – (20 lipa)
- degenię welebicką, roślinę endemiczną z okolic chorwackiej góry Welebit – (50 lipa)